# Monde de nuit
Série
Tous les plaisirs du monde
(1961)
Pour plus de détails, voir Fiche technique et Distribution.
Monde de nuit (Il mondo di notte numero 3) est un documentaire mondo italien réalisé par Gianni Proia et sorti en 1963.
C'est la suite des Nuits du monde (1960) de Luigi Vanzi et de Tous les plaisirs du monde (1961) de Gianni Proia.

## Synopsis
- France : lors d'un bal de l'Opéra à Paris, quelques jeunes issus des milieux aisés sont là pour la première fois. L'attraction est un fakir qui se transperce la poitrine et la gorge avec une épée, au grand effroi des jeunes gens.
- Des bouchers parisiens célèbrent leur fin de journée de travail aux Halles avec un strip-tease.
- Une présentation du cabinet d'horreur sexuel de Monsieur Guignol.
- Angleterre : une novice nue et ligotée doit se soumettre à des épreuves macabres pour être admise dans une secte. Entre autres, un poulet fraîchement égorgé se vide de son sang sur son corps.
- Berlin : une Studentenverbindung dispute une Mensur et frotte une salamandre (de).
- Laponie : des rennes sélectionnés sont castrés. Selon la tradition, cette opération est effectuée par les plus belles filles.
- Stockholm : des adolescents suédois (Teddy Boys) organisent des courses de voitures en plein milieu de la ville. Ils font ensuite l'amour sur un parking.
- Dans un théâtre de province italien (entrée réservée aux hommes !), une danseuse du ventre se produit.
- Grèce : des moines d'un monastère isolé vivent comme au Moyen Âge.
- Alors que les femmes font la prière, des pêcheurs des Açores partent à la chasse à la baleine avec de petites embarcations et des harpons. Dans un large périmètre, la mer se teinte de rouge.
- Japon : des athlètes de karaté percent d'épaisses plaques de pierre avec leurs têtes et leurs mains.
- Un reportage sur les culturistes de Reno au Nevada (États-Unis).

## Fiche technique
- Titre français : Monde de nuit ou Le Monde de nuit numéro trois[1]
- Titre original italien : Il mondo di notte numero 2[2]
- Réalisateur : Gianni Proia
- Scénario : Gianni Proia, Francesco Mazzei
- Photographie : Emanuele Di Cola, Baldi Schwarze
- Montage : Roberto Cinquini (it)
- Musique : Riz Ortolani
- Décors : Frank Lombardo
- Production : Francesco Mazzei, Dick Randall, Mario Russo
- Sociétés de production : Julia Film
- Pays de production :  Italie
- Langue originale : italien
- Format : Couleur par Technicolor - 2,35:1 - Son mono - 35 mm
- Durée : 110 minutes
- Genre : Documentaire mondo
- Dates de sortie :
  - Italie : 15 novembre 1963
  - France : 16 juin 1965

## Distribution
- George Sanders : Narrateur
- Laura Betti :
- Léo Campion :
- Eberhard Diepgen : Lui-même
- Peter Kittelmann : Lui-même
- Klaus-Rüdiger Landowsky : Lui-même
- Pelé : Lui-même
- Rita Renoir : la strip-teaseuse
- Michel Simon :
- Yvon Yva :